# Tooms Lake
Der Tooms Lake ist ein künstlicher See im Osten des australischen Bundesstaates Tasmanien. Das kleine Dorf an seinem Westufer trägt denselben Namen.
Der seichte See bedeckt eine Fläche von 6,6 km² und besitzt einen Wasserinhalt von 25,362 Mio. m³.  Der Einzugsbereich beträgt 60,2 km². Der Tooms River verlässt den See an seinem Nordwestende. Das Seewasser besitzt eine elektrische Leitfähigkeit von 74 μS/cm (gemessen am Auslauf).
See und Dorf sind durch die unbefestigte Tooms Lake Road erschlossen.  Mehrmals im Jahr landen Wasserflugzeuge auf dem See.

## Fischfang
Der See wird zum Sportfischen genutzt. Man kann dort Bachforellen und Regenbogenforellen fangen. Die Bachforellen wurden 1904 in den Tooms Lake eingesetzt, die Regenbogenforellen 1908. Die Forellen wiegen durchschnittlich 1–1 ½ kg; die größte wog 2 ½ kg.
Weiterhin findet man Galaxien (Galaxis maculatus) im See.

## Einrichtungen
Am Tooms Lake wurden ein Campingplatz und ein Slipway für Boote angelegt. Dort finden sich auch öffentliche Toiletten und Papierkörbe. Es gibt keine Ladengeschäfte oder öffentliche Telefone.

## Geschichte
Am 6. Dezember 1828 gab es ein Massaker an tasmanischen Aborigines, bei dem zehn Ureinwohner von neun Soldaten des 40. Regiments getötet wurden. Jon Danvers, der Führer der Gruppe, berichtete an den Polizeimagistrat von Oatlands:

One of them getting up from a small fire to a large one, discovered us and gave the alarm to the rest, and the whole of them jumpt (sic) up immediately and attempted to take up their spears in defence, and seeing that, we immediately fired and repeated it because we saw they were on the defensive part, they were about twenty in Number and several of whom were killed, two only were, unfortunately taken alive. (Übersetzung: „Einer von ihnen, der von einem kleinen Lagerfeuer aufstand und zu einem größeren hinüberging, entdeckte uns und alarmierte den Rest der Gruppe. Alle sprangen sofort auf  und versuchten, ihre Speere zur Verteidigung zu greifen. Als wir das sahen, feuerten wir sofort und schossen auch weiter, weil wir sahen, dass sie sich verteidigen wollten; es waren etwa 20 an der Zahl und etliche davon wurden getötet. Nur zwei wurden unglücklicherweise lebend gefangengenommen.“)

Eine Frau und ein Junge wurden festgenommen; der Rest der Gruppe entfloh.
Der kleine Staudamm am Auslauf des Sees wurde von 40 Männern gebaut.